# Giro dell'Emilia 1963
Il Giro dell'Emilia 1963, quarantasettesima edizione della corsa, si svolse il 4 ottobre 1963 su un percorso di 239 km. La vittoria fu appannaggio dell'italiano Italo Zilioli, che completò il percorso in 6h30'12", precedendo i connazionali Silvano Ciampi e Giovanni Bettinelli.

## Ordine d'arrivo (Top 10)
| Pos. | Corridore           | Squadra              | Tempo    |
| ---- | ------------------- | -------------------- | -------- |
| 1    | Italo Zilioli       | Carpano              | 6h30'12" |
| 2    | Silvano Ciampi      | I.B.A.C.             | a 2'57"  |
| 3    | Giovanni Bettinelli | Cité                 | a 5'10"  |
| 4    | Enzo Moser          | San Pellegrino Sport | a 5'53"  |
| 5    | Walter Martin       | I.B.A.C.             | s.t.     |
| 6    | Franco Balmamion    | Carpano              | s.t.     |
| 7    | Giancarlo Ferretti  | Legnano              | a 7'15"  |
| 8    | Jaume Alomar        | Cité                 | a 8'03"  |
| 9    | Michele Dancelli    | Molteni              | s.t.     |
| 10   | Luigi Zanchetta     | Cité                 | s.t.     |